# Friedrich Gerstein

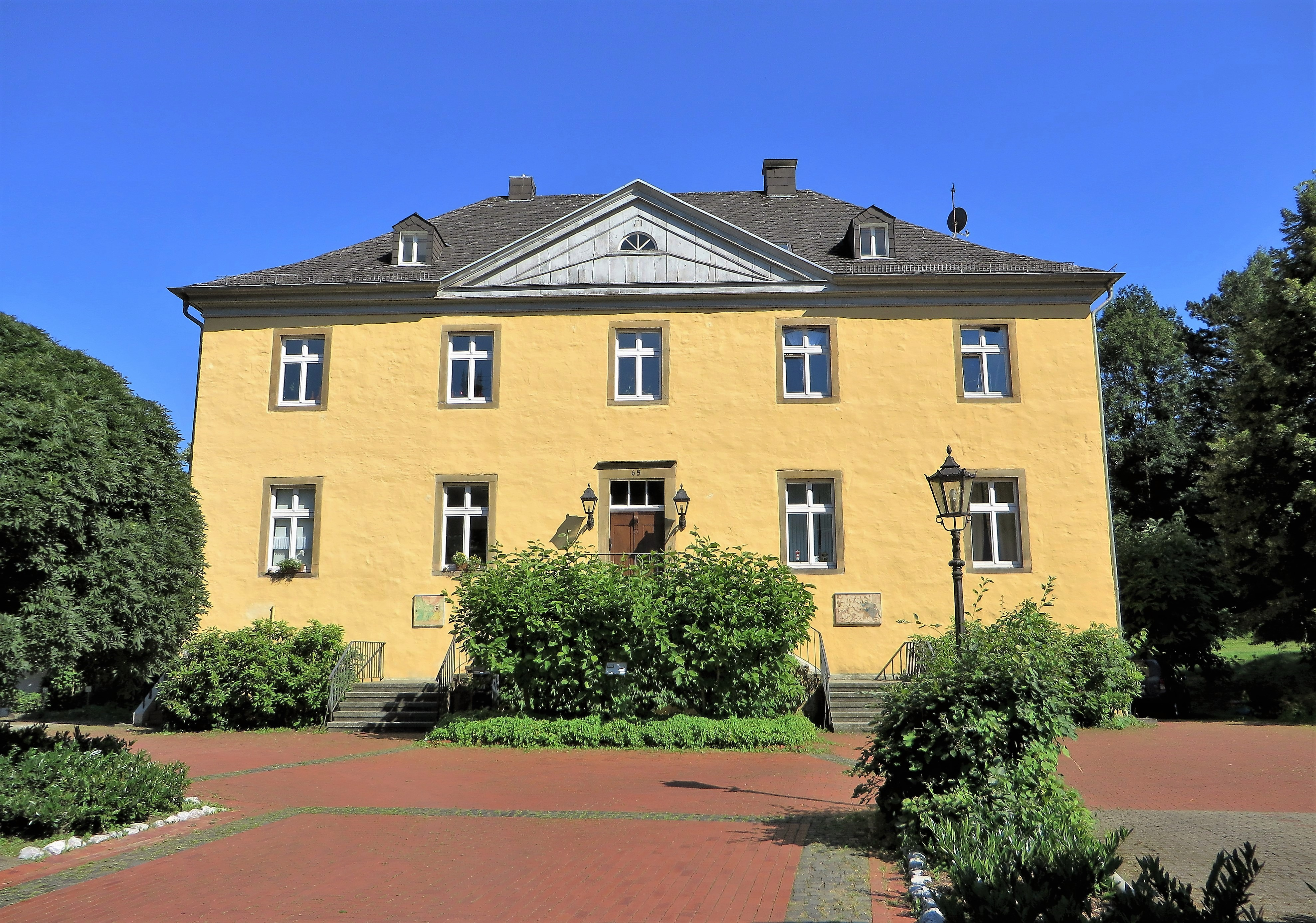
Wohnhaus von Friedrich Gerstein

Friedrich Karl Heinrich Gerstein (* 7. Dezember 1780 in Dortmund; † 5. März 1836 in Dahl) war ein deutscher Verwaltungsjurist und Gutsbesitzer.

## Leben
Friedrich Gerstein entstammte einer westfälischen Beamtenfamilie. Sein Vater war der Dortmunder Advokat und Erbsassenratsherr Ludwig Gerstein (1747–1822). Nach dem Besuch des Gymnasiums in Dortmund begann er im Sommersemester 1799 in Erlangen das Studium der Rechtswissenschaften. 1801 schloss er sich hier Westfälischen Landsmannschaft an. Nach Abschluss des Studiums absolvierte er von Juli 1802 bis April 1803 das Referendariat bei der gräflichen Regierung und Justizverwaltung in Rheda. Am 21. April 1803 wurde er zum Regierungssekretär und Archivar der fürstlich oranisch-nassauischen Regierung in Dortmund ernannt. 1806 wurde er nach Rheda versetzt, wo er bis 1811 als Hofrat, von 1811 bis 1815 als großherzoglicher bergischer Kanton-Notar und von 1815 bis 1816 als Justizkommissar beim Land- und Stadtgericht tätig war. Ende 1816 wechselte er in die kommunale Verwaltung des Landratsamtes des Kreises Wiedenbrück, zu dessen Landrat er am 9. Mai 1817 ernannt wurde. Zudem leitete er von 1816 bis 1822 das Amt Reckenberg. 1820 erwarb er von seinem Onkel Dietrich Gerstein (1745–1829) das Rittergut Dahl. Am 25. April 1822 wurde er zum Landrat des Kreises Hagen ernannt. Das Amt bekleidete er bis zu seinem Tode.
Gerstein erwarb sich durch seinen Umgang mit den Bürgermeistern und der Bevölkerung des Landkreises Hagen große Beliebtheit. Ausdrücklich verzichtete er auf die Anrede Hochwohlgeboren. Er stand den fortschrittlichen Persönlichkeiten des Landkreises Hagen nahe. Als Dank widmete ihm Friedrich Harkort 1833 seine Schrift Die Eisenbahn von Minden nach Köln. In der Ruhmeshalle des Freiherr-von-Stein-Turms in Hagen wurde Gerstein durch eine Gedenktafel geehrt.